# Phyllophaga ovalis
Phyllophaga ovalis är en skalbaggsart som beskrevs av Cartwright 1939. Phyllophaga ovalis ingår i släktet Phyllophaga och familjen Melolonthidae. Inga underarter finns listade i Catalogue of Life.